# Alderina pacifera
Antropora pacifera is een mosdiertjessoort uit de familie van de Calloporidae. De wetenschappelijke naam van de soort is, als Antropora pacifera, voor het eerst geldig gepubliceerd in 1986 door Gordon.